# Балхен, Бернт
Бернт Балхен (норв. Bernt Balchen; 23 октября 1899, Твейт, амт Листер-ог-Мандалс — 17 октября 1973, Маунт-Киско, Нью-Йорк) — норвежский военный лётчик, инженер и полярный путешественник-исследователь. Вместе с Ричардом Бэрдом он совершил две исторические миссии: в качестве главного пилота во время трансатлантического перелёта в 1927 году и полёт к Южному Полюсу в 1929 году. В 1931 году Актом Конгресса Балхену было предоставлено гражданство США. После того, как в 1949 году он вылетел на грузовом самолёте Douglas C-54 Skymaster через Северный полюс от Аляски до Норвегии, Балхен стал первым в мире пилотом, кто пролетел над обоими полюсами.

## Биография
Бернт Балхен родился в городе Твейт, коммуна Кристиансанн на юге Норвегии. Его отец Лаурит Балхен (1869—1912) был местным врачом, мать — Дагни Дитрихсон (1879—1954). Благодаря отцу Бернт был приучен с детства любви к природе и проводил много времени в туристических походах, занимался охотой, рыбалкой и катанием на лыжах. Во время Первой мировой войны он нёс службу сперва в составе Французского Иностранного легиона, в после и в норвежской армии. В 1918 году отправился добровольцем в Финляндию, где разразилась гражданская война. Сражаясь против «красной гвардии» он был серьёзно ранен.
После этого Балхен был отправлен в Норвегию для лечения штыковых ран, которые он получил в бою кавалерии. Во время реабилитации он начал активно тренироваться и к 1920 году стал кандидатом в боксёрскую команду Норвегии на Летние Олимпийские игры 1920 года. Параллельно с этим он подал прошение о зачислении его в состав ВМФ Норвегии. По иронии судьбы ответ об утверждении его кандидатуры от Олимпийского комитета и ВМФ Норвегии пришли одновременно и Балхен сделал выбор в пользу службы в армии.
После этого он был отправлен служить в составе военно-морских сил Норвегии, а в 1924 стал лётчиком-испытателем.

## Карьера пилота
Зарекомендовав себя как высококвалифицированный механик, Балхен был включён в состав экспедиции от архипелага Шпицберген до Северного полюса 1926 года под руководством Руаля Амундсена. Когда экспедиция достигла архипелага, а Амундсен стал медлить с продолжением следования по маршруту, Балхен предложил свои услуги американскому лётчику и полярному исследователю Ричарду Бэрду. Последний согласился взять его в состав своей экспедиции к Северному полюсу в качестве запасного специалиста. После того, как Бэрд сообщил, что достиг цели, Балхен принял решение следовать за американцем в США, где экспедиция приземлилась 9 мая 1926 года, пролетев при этом через Южный полюс.
В 1931 году Конгресс США предоставил Балхену гражданство страны. После этого он направил свои усилия на создание Норвежских авиалинии и Северного почтового союза, а также был инициатором заключения авиационного договора между Норвегией и США. С началом Второй мировой войны он принял решение присоединиться к Королевским военно-воздушным силам Великобритании, но в итоге 5 сентября 1941 года был зачислен в состав ВВС Армии США. В звании полковника Балхен был ответственен за постройку, организацию и командование военной базой «Bluie West-8» в Гренландии в период с октября 1941 по январь 1943 года. С января 1943 года был назначен ответственным за авиационное сообщение между Великобританией и Швецией, а также другими авиационными подпольными миссиями вплоть до завершения войны. 20 апреля 1946 года оставил военную службу и занялся организацией системы Скандинавских авиалиний. 11 октября 1948 года вновь был призван на службу в ВВС США и назначен командиром 10-й эскадрильи Воздушно-спасательной службы в Эльмендорфе, штат Аляска до июля 1950 года. В 1949 году он пролетел на самолёте Douglas C-54 Skymaster без остановки от Аляски до Норвегии и, таким образом, стал первым человеком, который пилотировал самолёт над обоими полюсами. В августе 1951 году стал помощником по Арктической деятельности при штаб-квартире ВВС США в Пентагоне, которую занимал вплоть до выхода на пенсию в октябре 1956 года. В 1973 году был введён в Национальный авиационный зал славы США, в 1974 году — в Канадский зал славы авиации (став, таким образом, первым неканадцем, удостоенным этой чести). Бернт Балхен скончался 17 октября 1973 года и был похоронен на Арлингтонском национальном кладбище.

## Семья
Бернт Балхен был женат трижды:
- Эмма Сорлис (норв. Emma Sørlie, 31.5.1907-?) — с 1930 по 1948 год;
- Ингер Энгельбретсен (норв. Inger Engelbrethsen, 12.2.1921-) — с 1948 по 1962 год;
- Одри Схиппе (англ. Audrey Schippe) — с 1962 по 1973 год[3].